# Reato d'innocenza
Reato d'innocenza (Crime of innocence) è un film per la televisione del 1985 diretto da Michael Miller.

## Trama
Judy Hayward, una ragazza di appena quindici anni, viene mandata in prigione per una notte dall'arcigno giudice Julius Sullivan insieme a una compagna di scuola per una banale infrazione. Nel breve periodo di prigionia Judy viene violentata da una guardia. Dopo questo evento traumatico la famiglia di Judy iniziò la lotta contro il sistema giudiziario.